# Yulenia flavofasciata
Yulenia flavofasciata es una especie de insecto coleóptero de la familia Chrysomelidae.

## Distribución geográfica
Habita en Bacan (Indonesia).